# Trying to explain (lied)
Trying to explain is een nummer van The Cats dat werd geschreven door Piet Veerman.
Het verscheen voor het eerst op Signed by The Cats (1972) en kwam later ook nog terug op Live (1984) en tijdens de late comeback op The rest of... (1994). Verder kwam het op nog eens tien verzamelalbums te staan, waaronder op Trying to explain - Cats only (2011).
Het nummer is een klassieker gebleken. In 2013 kwam het in de Volendammer Top 1000 terecht, een eenmalige all-timelijst die in 2013 door luisteraars van 17 Noord-Hollandse radio- en tv-stations werd samengesteld. In deze lijst staat het op nummer 215 en is ook nog een live-versie terug te vinden op nummer 372.